# Володимир Зеленски
Володѝмир Олекса̀ндрович Зелѐнски (на украински: Володи́мир Олекса́ндрович Зеле́нський) е украински обществен и политически деец. Президент на Украйна и върховен главнокомандващ на въоръжените сили на Украйна от 20 май 2019 г.
Преди да бъде избран за президент придобива известност като актьор, режисьор, сценарист, филмов и телевизионен продуцент, телевизионен водещ, певец и комик. Съосновател е на украинската компания Студия „Квартал-95“ (Студія Квартал-95), занимаваща се с производство на аудиовизуално съдържание и концертна дейност (2003 – 2019), а между 2010 и 2012 г. е член на борда и генерален продуцент на телевизионния канал „Интер“ (Інтер) от 2010 до 2012 г.
Започва политическата си кариера през 2019 г. и се кандидатира на президентските избори в Украйна през същата година. Победител е и в първия тур на 31 март, и във втория тур на 21 април 2019 г. Встъпва официално в длъжност на 20 май 2019 г., ставайки шестия президент на Украйна.
След встъпването си в длъжност, той предприема редица реформи, насочени към борба с корупцията, подобряване на икономическата ситуация и модернизиране на правните институции. Въпреки усилията му за укрепване на демократичните процеси, политическата ситуация в страната се променя след 2022 г., когато Русия започва мащабно военно нападение срещу Украйна.

## Биография

### Ранни години
Роден е на 25 януари 1978 г. в еврейско семейство в град Кривой рог, тогава в Украинската съветска социалистическа република на СССР. Майка му Рима Володимировна Зеленска (род. 16 септември 1950) е пенсионерка, работила 40 години като инженер. Баща му Олександър Семьонович Зеленски (род. 23 декември 1947) е математик, програмист, доктор на техническите науки, професор. Живял и работил 20 години в Монголия, където е строил минно-обогатителен комбинат в град Ерденет.
След завръщането си в Кривой рог учи в кривойрожката гимназия № 95 с усилено изучаване на английски език. Активно участва в училищната самодейност, бил е китарист в училищния ансамбъл.
В училище мечтаел да стане дипломат, но постъпва в Кривойрожкия икономически институт, филиал на Киевския национален икономически университет, в който получава юридическо образование. По специалността си никога не е работил.

### Политически възгледи
Поддържа Евромайдана и изнася представления пред негови участници. По време на ескалацията на конфликта в Украйна Зеленски поддържа действията на украинската армия и на доброволческите батальони, изнася концерти пред украинските военнослужещи, участващи в бойните действия в Донбас, заедно с другите участници от „95-и квартал“ дарява за нуждите на доброволческите батальони един милион гривни.

### Президентски и парламентарни избори 2019 г.
На 31 декември 2018 г., няколко минути преди Нова година, Володимир Зеленски се обръща по телевизията към украинците, като заявява, че ще участва в президентските избори през 2019 г.
На 21 януари 2019 г. партията „Слуга на народа“ издига Володимир Зеленски за кандидат за президент на Украйна. На 22 април 2019 г. той печели на балотажа със 73.2% от подадените гласове.
След встъпването в длъжност
Администрацията му прави реформи против корупцията и тежката икономическа ситуация в страната. Направени са важни дипломатически връзки със Запада.
На 24 февруари 2022 г. Русия започва мащабно военно нападение срещу Украйна, което води до сериозни разрушения и хуманитарна криза. Зеленски остава в Киев и поема лидерството на страната по време на войната, като активно участва в дипломатически усилия за получаване на международна помощ и санкции срещу Русия. Той се свързва с международни лидери и организира срещи с представители на различни държави, включително със Сирия и други страни от Близкия изток, за да укрепи позициите на Украйна на глобалната сцена. Въпреки тези усилия, конфликтът ескалира и военните действия продължават, водейки до хуманитарни и икономически щети.
През цялото време на военния конфликт, Украйна не провежда нови президентски избори, поради продължаващото извънредно положение и войната. Това поставя под въпрос легитимността на властта на Зеленски, като част от опозицията и международната общност изразяват опасения относно демократичния процес в страната. Липсата на избори води до спорове дали президентът притежава пълномощията, които му дават гражданите в условия на мир. Зеленски и неговата администрация обаче поддържат тезата, че тези обстоятелства са неотложни и че новите избори ще бъдат възможни само след края на конфликта.

## Имущество и доходи
Зеленски е собственик на къща в село Иванковичи, Киевска област, купена за 29,3 хил долара, и земеделски парцел с площ 1200 кв. метра на стойност 25,2 хил. долара. Освен това, членовете на неговото семейство притежават общо 5 апартамента – 4 в Киев и един в Ялта. Съпрузите Зеленски са наели във Великобритания два апартамента.
Зеленски има автомобил – „Land Rover“ на стойност 4,7 млн. гривни.

## Семейство
- Съпругата му (женят се на 6 септември 2003) Олена Володимиривна Зеленска (род. 6 февруари 1978) е архитект по образование, завършила Криворожкия технически университет с червена диплома, но работи като сценарист в „Студия квартал 95“.
  - Дъщеря му Олександра (род. 15 юли 2004) от 2014 г. се снима в киното. През 2016 г. участва в шоу „Разсмей комика. Деца“ и печели 50 000 гривни[31].
  - Синът му Кирило е роден на 21 януари 2013 г.[32]